# Blyertslav
Blyertslav (Buellia violaceofusca) är en lavart som beskrevs av G. Thor & Muhr 1991. Blyertslav ingår i släktet Buellia och familjen Caliciaceae.  Arten är reproducerande i Sverige. Inga underarter finns listade i Catalogue of Life.